# Eileen Moreno
Eileen Moreno Estrada (Palmira, Colombia, 5 de diciembre de 1984) es una actriz colombiana de televisión.

## Vida personal
Eileen estudió actuación en Casa Actores, Escuela de Actores del Canal Caracol, Escuela Humerto Rivera, entre otros. Antes también, estudió diseño de modas.
Inició en la televisión en el 2006 cuando fue participante del reality Desafío del canal Caracol. Destacada en varios medios por sus papeles protagónicos biográficos como Patricia Urrea, Griselda Blanco, Romualda Castaño y Consuelo Martínez, entre otros. En 2017, cuando estaba en México sintió de cerca el terremoto de Puebla de 2017, junto a sus compañeros de grabación.
El 24 de julio de 2018 en la Ciudad de México, Eileen Moreno denunció ser víctima de violencia corporal por parte de su expareja, el actor Alejandro García. El mánager de su expareja y de ella, Gabriel blanco Iglesias no la apoyó y posteriormente Eileen hizo una denuncia pública en Colombia el 12 de septiembre del 2018, entonces su expareja y exmanager inician una campaña de desprestigio en su contra y Eileen de la mano del penalista Abelardo de la Espriella instauraron una nueva denuncia, ahora por injuria calumnia y hostigamiento agravado. Esto generó un movimiento de apoyo por parte de celebridades a Eileen Moreno y de rechazo a la violencia contra la mujer.

## Filmografía

### Televisión
| Año       | Título                           | Personaje                                      | Canal              |
| --------- | -------------------------------- | ---------------------------------------------- | ------------------ |
| 2021      | Manual para Galanes 2            | Adriana                                        | Claro Vídeo        |
| 2020      | La Nocturna 2                    | Zayda Tacha                                    | Caracol Televisión |
| 2019      | Bolívar                          | Josefa Maria Tinoco                            | Caracol Televisión |
| 2018      | Descontrol                       | Angelica Gonzales                              | Univisión          |
| 2018      | La bella y las bestias           | Susana                                         | Univisión          |
| 2015      | Diomedes, el Cacique de La Junta | Consuelo Martínez                              | Canal RCN          |
| 2014      | El chivo                         | Mariana Durán                                  | UniMás             |
| 2014      | La viuda negra                   | Joven Griselda Blanco                          | UniMás             |
| 2013-2014 | La selección                     | Carolina Méndez                                | Caracol Televisión |
| 2013      | La Madame                        | Laura Rueda                                    | UniMás             |
| 2013      | La prepago                       | Natalia Durán                                  | Canal RCN          |
| 2013      | Tres Caines                      | Romualda Castaño                               | Canal RCN          |
| 2012      | Escobar, el patrón del mal       | Patricia Urrea de Escobar (joven)              | Caracol Televisión |
| 2011      | Confidencial                     | Rosa (episodio "El Socavón")                   | Caracol Televisión |
| 2011      | El secretario                    | Dorita                                         | Caracol Televisión |
| 2010      | Tierra de cantores               | Maité Flores                                   | Caracol Televisión |
| 2010      | El corazón del oceano            | Irupe                                          | Antena 3           |
| 2010      | A mano limpia                    | María                                          | Canal RCN          |
| 2008-2010 | Oye bonita                       | Macarena Maestre Urbina / "Clara Inés Otalora" | Caracol Televisión |
| 2008      | El Cartel                        | Julia Colegiala                                | Caracol Televisión |
| 2008      | El ultimo matrimonio feliz       | Camila (joven)                                 | Canal RCN          |
| 2008      | Decisiones                       | Camila                                         | Telemundo          |
| 2007      | Asi es la vida                   | Varios personajes                              | Caracol Televisión |
| 2007      | Tu voz estereo                   | Varios personajes                              | Caracol Televisión |
| 2006-2007 | Padres e hijos                   | Rocío Pulido                                   | Caracol Televisión |

## Cine
| Año  | Título      | Personaje | Productor                                            |
| ---- | ----------- | --------- | ---------------------------------------------------- |
| 2012 | Operación E | Solangie  | Coproducción España-Francia-Colombia; A.J.O.Z. Films |

## Reality show
| Año  | Producción                              | Personaje  | Canal              |
| ---- | --------------------------------------- | ---------- | ------------------ |
| 2006 | Desafío 2006: La guerra de los estratos | Ella misma | Caracol Televisión |

## Premios y nominaciones

### Premios India Catalina
| Año  | Categoría                                     | Telenovela o Serie | Resultado |
| ---- | --------------------------------------------- | ------------------ | --------- |
| 2014 | Mejor actriz de reparto de telenovela o serie | Tres Caínes        | Nominada  |

### Premios TVyNovelas
| Año  | Categoría                             | Telenovela                       | Resultado |
| ---- | ------------------------------------- | -------------------------------- | --------- |
| 2016 | Mejor actriz antagónica de telenovela | Diomedes, el cacique de la junta | Nominada  |